# Маріо Мітай
Маріо Мітай (алб. Mario Mitaj, нар. 6 серпня 2003, Афіни, Греція) — албанський футболіст, фланговий захисник російського клубу «Локомотив» (Москва) та національної збірної Албанії.

## Ігрова кар'єра

### Клубна
Маріо Мітай народився у столиці Греції — місті Афіни. Футболом почав займатися у молодіжній команді столичного клубу АЕК. Свій перший професійний контрат з клубом Маріо підписав у серпні 2018 року. Та дебютував у матчах за основу лише через два роки.
Влітку 2022 року Мітай за 3 млн євро перейшов до російського «Локомотива» з Москви.

### Збірна
Маріо Мітай виступав за юнацькі та молодіжну збірні Албанії. 31 березня 2021 року він дебютував у складі національної збірної Албанії і став наймолодшим гравцем в історії збірної Албанії. На день матчу Маріо виповнилось 17 років і 237 днів.

## Титули і досягнення
- Чемпіон Саудівської Аравії (1):

«Аль-Іттіхад»: 2024-25
- Володар Королівського кубка Саудівської Аравії (1):

«Аль-Іттіхад»: 2024-25